# Sewu Qu
Sewu Qu (kinesiska: 色吾曲) är ett vattendrag i Kina. Det ligger i provinsen Qinghai, i den nordvästra delen av landet, omkring 620 kilometer väster om provinshuvudstaden Xining.